# الجريمة الضاحكة
الجريمة الضاحكة فيلم مصري من إنتاج عام 1963، بطولة أحمد مظهر وسعاد حسني، إخراج نجدي حافظ.

## قصة الفيلم
تدور أحداث الفيلم في قالب كوميدي حول مخرج تلفزيوني تحرضه أمه على أخذ ثأر أبيه الذي مات في السجن، ولكنه لا يوافق على هذا الثأر ويتزوج من ليلى، ولكنه يعلم أن أحد الأشخاص خرج هو الآخر من السجن ليقتله فيحاول نصب فخ له لقتله وتتوالى الأحداث.

## بطولة
- أحمد مظهر
- سعاد حسني
- محمود المليجي
- عبد المنعم إبراهيم
- ميمي شكيب
- محمد رضا
- سعيد خليل
- عمر عفيفي
- عبد الغني النجدي
- محمد صبيح
- حسين إسماعيل
- عبد المنعم إسماعيل
- ثريا فخري
- فتحية علي
- محسن حسنين
- إبراهيم حشمت
- سيد عبد الله
- شفيق جلال
- هدية

## فريق العمل
- إخراج: نجدي حافظ
- سيناريو وحوار: عبد العزيز سلام
- إنتاج: أفلام برج القاهرة
- توزيع: أفلام برج القاهرة
- مونتاج: فكري رستم
- موسيقى تصويرية: يوسف شوقي
- مدير التصوير: إبراهيم عادل

## وصلات خارجية
- الجريمة الضاحكة على موقع IMDb (الإنجليزية)
- الجريمة الضاحكة على موقع الدهليز
- الجريمة الضاحكة على موقع قاعدة بيانات الأفلام العربية
- الجريمة الضاحكة على موقع قاعدة بيانات الفيلم (الإنجليزية)
- الجريمة الضاحكة على موقع ليتربوكسد (الإنجليزية)
- الجريمة الضاحكة على موقع كينوبويسك (الروسية)